# Ostertaltobel

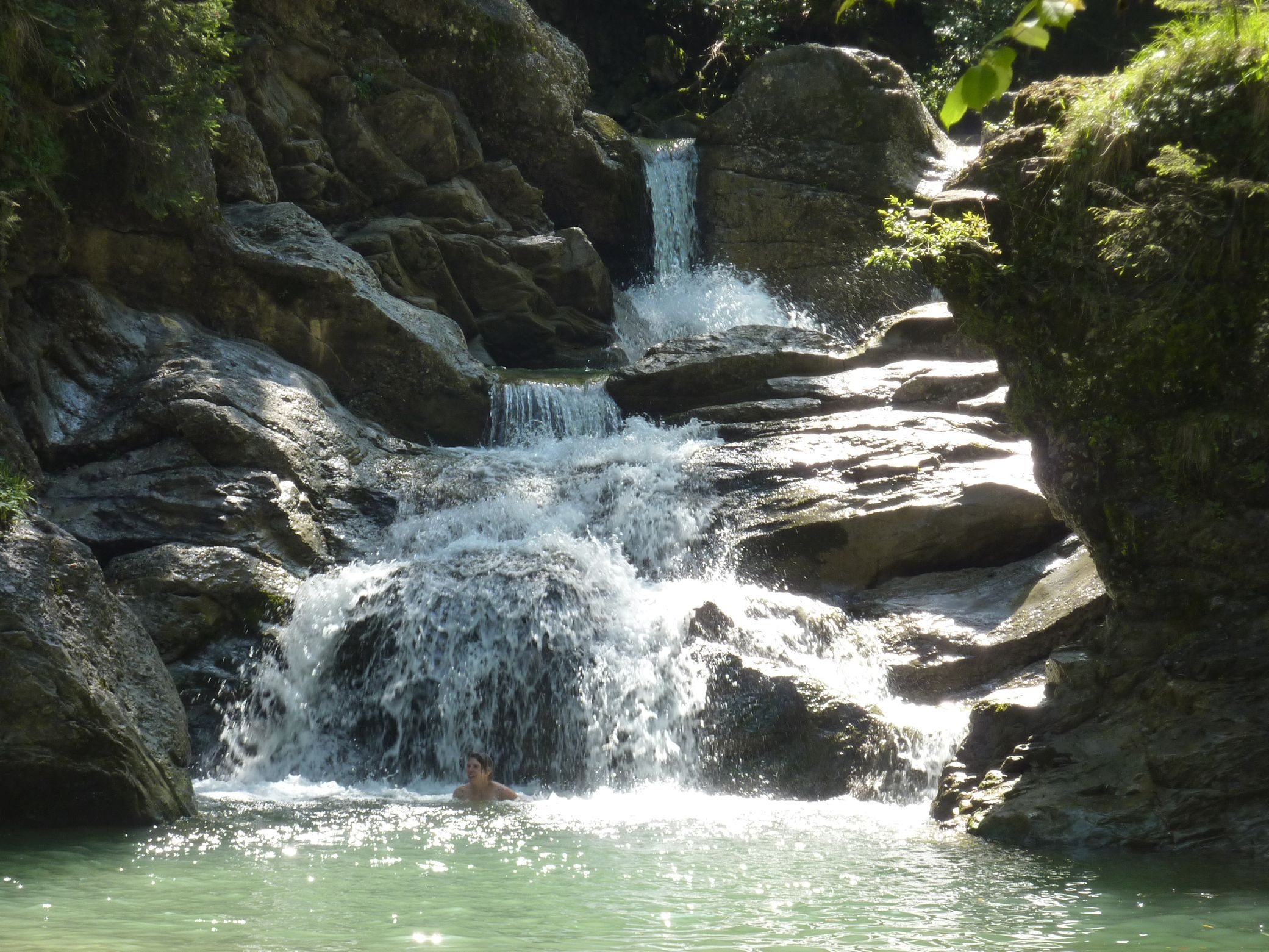
Ostertalbach

Der Ostertaltobel, häufig auch Osterbachtobel genannt, ist eine Schlucht zum Gunzesrieder Tal im Allgäu, Bayern (Deutschland).
Zwischen der Otto-Schwegler-Hütte und seiner Mündung in die Gunzesrieder Ach hat sich der mit Oberlauf etwa 7 km lange Ostertalbach auf den letzten anderthalb Kilometern seines nordost- bis nordwärts ziehenden Laufs einen sehenswerten, bis zu 30 Meter tiefen Tobel in das umgebende Molassegestein gegraben, in dem das Wasser über mehrere Stufen von bis zu zehn Metern herabfällt.
Entlang dem Wasserfall wurde mit dem Tobelweg ein wenig schwerer Wanderweg angelegt, der von der Gemeinde Blaichach in Stand gehalten wird.
Sowohl am oberen als auch am unteren Ende des Tobels liegen große Parkplätze.
Der Ostertaltobel ist sehr beliebt bei Wanderern und bei Familien, denen im Sommer der Sinn nach Baden steht.